# Storie del Nuovo Testamento
Le Storie del Nuovo Testamento sono un ciclo di quattro dipinti a olio su tela (346×170 cm ognuno) di Antonio Paglia, databile al 1741 e conservato nella chiesa di San Zeno al Foro a Brescia, lungo le pareti dell'aula.

## Storia
Il ciclo viene commissionato nel programma di rifacimento integrale della chiesa promosso da Giovanni Pietro Dolfin negli anni 40 del Settecento. Le quattro tele vengono posizionate lungo le pareti dell'aula, alle estremità dei muri laterali vicino agli angoli con la controfacciata e il presbiterio, entro cornici in stucco realizzate appositamente.
La tela con la Natività è firmata e datata sul retro, ma l'usura non permette più una corretta lettura dell'iscrizione, interpretabile solo come "174...". Il ciclo è però segnalato da Francesco Maccarinelli nel 1747, il quale lo dice eseguito nel 1741. È dunque da leggere in questo modo la consunta data apposta sulla tela.

## Descrizione
Il ciclo si compone di quattro grandi tele, centinate su entrambe le estremità superiore e inferiore. Le scene sono tratte dal Nuovo Testamento e raffigurano, in ordine, l'Annunciazione, la Natività di Gesù, il Battesimo di Gesù e Gesù nell'orto.
La tela con la Natività, come detto, è firmata e datata sul retro "ANT. PALEA F. / 174...", con l'ultima cifra della data illeggibile. Il ciclo è stato completamente restaurato tra il 1980 e il 1981.

## Stile
Si tratta di opere della maturità, che dimostrano come Antonio Paglia abbia ormai pienamente superato la fase formativa e, liberatosi dalle conflittualità dei cromatismi della gioventù, sceglie una tavolozza schiarita con rossi rosati, violetti, giallo oro, azzurro luminoso e bianchi. Il cangiatismo dei colori si accompagna alle ombre dei panneggi, alle pennellate lunghe e sfrangiate, evitando le superfici uniformi persino nelle zone di cielo azzurro, trattate a filetti eseguiti in punta di pennello.
Gli eventi divini narrati sono affiancati da una singolare dimensione umana, quotidiana ma non banale, leggibile ad esempio nel cesto da lavoro abbandonato da Maria su una sedia nell'Annunciazione o nel drappo sollevato con amorevole cura sopra il Bambino Gesù nella Natività, entrambi dipinti con pasta cromatica bianca stesa in modo sfilato, in una modalità vicina a Antonio Cifrondi che forse il Paglia conobbe tra il 1722 e il 1730, durante la sua permanenza a Brescia. Affinità con Francesco Bassano si hanno invece nel pastorello che entra in scena lungo il margine destro della Natività.
Tutte le scene sono sapientemente calibrate, costruite per masse contrapposte o affiancate, talvolta anche commettendo errori forse involontari, come l'angelo nunziante che sembra inciampare nella balaustra in secondo piano. La stessa intimità domestica avrebbe caratterizzato le Storie di san Giuseppe affrescate nella cupola maggiore della chiesa di Santa Maria dei Miracoli un decennio dopo, distrutti nel 1943 con il bombardamento della chiesa.

## Altre immagini

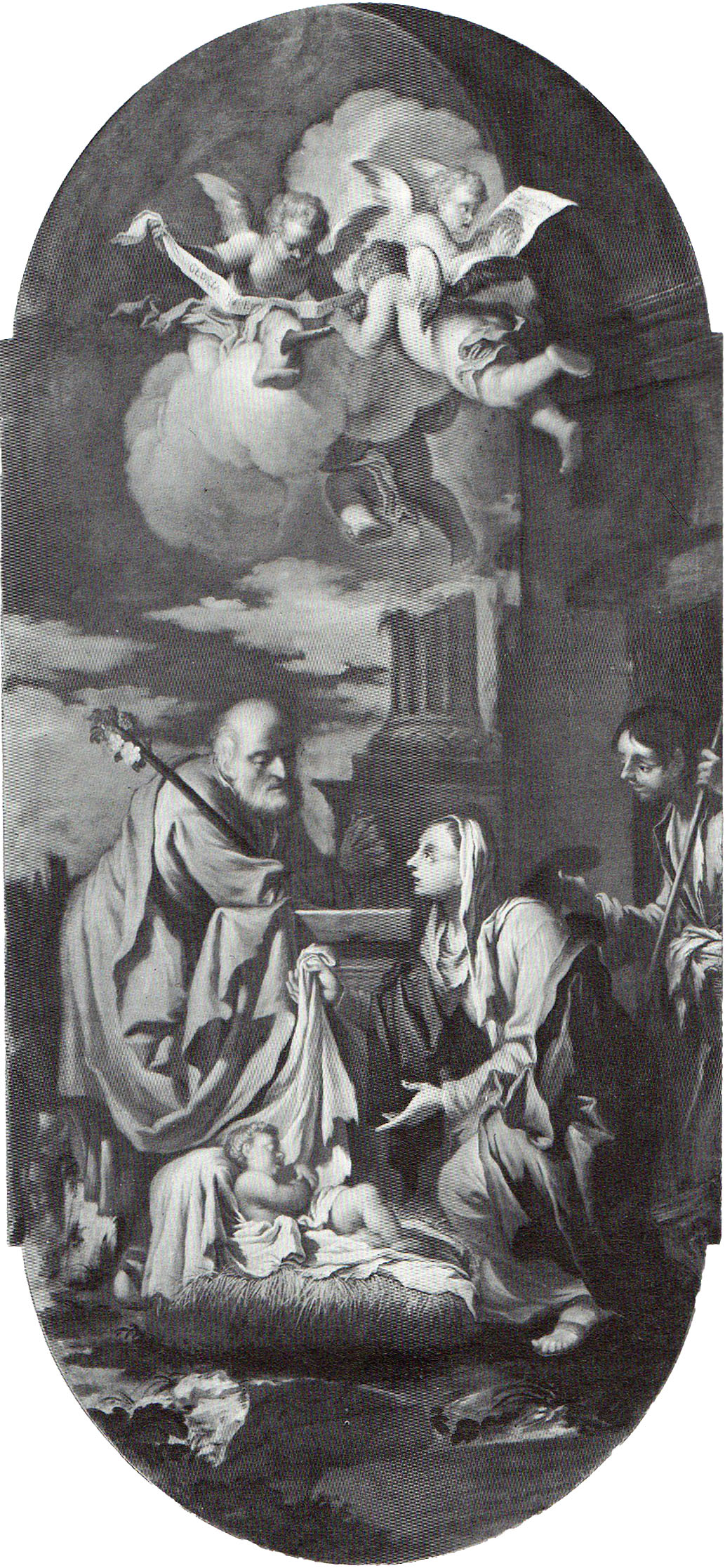
Natività di Gesù